# Boophis xerophilus
Boophis xerophilus là một loài ếch trong họ Mantellidae. Chúng là loài đặc hữu của Madagascar.
Các môi trường sống tự nhiên của chúng là các khu rừng khô nhiệt đới hoặc cận nhiệt đới, xavan ẩm, và đầm nước ngọt có nước theo mùa. Loài này đang bị đe dọa do mất môi trường sống.